# Yitzhak Mayer
Yitzhak Mayer (hebräisch יצחק מאיר; * 4. Oktober 1934 in Antwerpen; † 9. Juni 2020) war ein israelischer Diplomat.

## Jugend

### Flucht aus Antwerpen
Mayer wuchs in Antwerpen auf. Am 10. Mai 1940 floh die Familie aus der Stadt; zwei Tage vor Ankunft der Wehrmacht. Mayer war zu diesem Zeitpunkt fünf Jahre alt. Die Familie reiste in einem überfüllten Zug nach Frankreich. Dieser wurde während seiner Fahrt beschossen, jedoch kamen zwei Waggons in Südfrankreich an. Dort wurden die Insassen an der spanisch-französischen Grenze inhaftiert und in ein Lager gesperrt. Mayers Vater gelang hieraus die Flucht, um sich der Résistance anzuschließen. Als die restliche Familie freikam, gingen sie gemeinsam nach Marseille, wo sie sich als Franzosen ausgaben und lebten. Als Mayers Vater für die Résistance Papiere fälschte, wurde er denunziert. Im Januar 1943 verhaftet, wurde er nachfolgend nach Auschwitz deportiert.
Mayers Mutter, aufgrund fehlender Sprachkenntnisse nicht in der Lage, sich weiterhin als Französin auszugeben, entschied mit ihren beiden Söhnen in die Schweiz zu fliehen. Es dauerte zwei Monate, bis die Familie die Schweizer Grenze erreichte. Der Rückweisung entging die Familie, da Mayers Mutter hochschwanger war. Die Familie kam nun in das im Kanton Zürich gelegene Eglisau und blieb bis 1946 in der Schweiz. Im März 1943 wurde Mayers jüngster Bruder geboren. Mayers Vater kam während des Holocaust um.

### Ankunft in Palästina
1946 emigrierte die Mayers Familie von Frankreich aus auf der Champollion in das britische Mandatsgebiet Palästina. Dies war nötig, da nur Mayer und sein zweitjüngster Bruder durch Youth Aliya die nötigen Zertifikate besaßen. Während der Überfahrt wurde das überfüllte Schiff von der Hagana aufgebracht. Diese beschlagnahmte alle Zertifikate und zerstörte sie, damit es den britischen Behörden nicht mehr möglich wäre, legale von illegalen Einwanderern zu unterscheiden. Im Mandatsgebiet angekommen, wurde die Familie nach Atlit geschickt. Später fanden sie eine Schwester von Mayers Mutter wieder, die ebenfalls dem Holocaust entkommen war.

## Studium und diplomatische Karriere
Mayer studierte an der Hebräischen Universität in Jerusalem und wurde als Lehrer tätig. 1957 heiratete er. Aus der Ehe gingen drei Töchter hervor. Kurz nach ihrer Hochzeit wurden Mayer und seine Frau als Vertreter von Bnei Akiva nach London geschickt. Wieder zurück in Israel wurde Mayer Direktor des Yemin Orde Youth Aliya Village. In dieser Zeit begann er sich in der Nationalreligiösen Partei sowie in der Jewish Agency zu engagieren.
Ab 1979 wurde er im diplomatischen Dienst des Außenministeriums tätig. Sein erster Posten führte ihn nach Zürich, wo er von 1979 bis 1980 als israelischer Generalkonsul fungierte. 1991 wurde er israelischer Botschafter in Belgien. 1997 wurde er israelischer Botschafter in der Schweiz und übergab dem Bundesrat am 20. Oktober sein Beglaubigungsschreiben. 2000 wurde er von diesem Posten abberufen.